# Rhododendron furbishii
Rhododendron furbishii är en ljungväxtart som först beskrevs av W. P. Lemmon och Mckay, och fick sitt nu gällande namn av Leach. Rhododendron furbishii ingår i släktet rododendron, och familjen ljungväxter. Inga underarter finns listade i Catalogue of Life.